# Ant-Man and the Wasp
Ant-Man and the Wasp er en amerikansk superheltefilm fra 2018 om Marvel Comics-figurerne Ant-Man og Wasp. Filmen er instrueret af Peyton Reed og havde biopremiere den 5. juli 2018. Det er den tyvende del i Marvel Cinematic Universe.

## Medvirkende
- Paul Rudd som Scott Lang / Ant-Man
- Evangeline Lilly som Hope van Dyne / The Wasp
- Michael Douglas som Dr. Hank Pym
- Michelle Pfeiffer som Janet van Dyne
- Walton Goggins som Sonny Burch
- Michael Pena som Luis
- Judy Greer som Maggie Lang
- Abby Ryder Fortson som Cassie Lang
- Laurence Fishburne som Dr. Bill Foster / Goliath
- David Dastmalchian som Kurt